# Izquierda Unida de Castilla y León
Izquierda Unida de Castilla y León (IUCyL) es la federación territorial de la organización política española Izquierda Unida en la Comunidad Autónoma de Castilla y León (España).
En IUCyL participan organizaciones como el Partido Comunista de Castilla y León. Actualmente el coordinador autonómico de IU-Castilla y León es José Sarrión, organización que cuenta con 1.100 militantes y 1.500 simpatizantes.
En 2015 eligió en primarias abiertas a José Sarrión, un joven militante de base, como candidato a la presidencia de la Junta de Castilla y León, obteniendo el acta de procurador en las Cortes autonómicas.

## Resultados Electorales

### Elecciones Autonómicas
| Comicios | # de votos   | % de votos | Procuradores | +/-         | Observaciones |
| -------- | ------------ | ---------- | ------------ | ----------- | --- |
| 1987     | 54 676 (#4)  | 3,87 %     | 0/84         |             | |
| 1991     | 74 197 (#4)  | 5,45 %     | 1/84         | 1           | |
| 1995     | 147 366 (#3) | 9,78 %     | 5/84         | 4           | |
| 1999     | 78 933 (#3)  | 5,59 %     | 1/83         | 4           | |
| 2003     | 54 085 (#4)  | 3,53 %     | 0/84         | 1           | |
| 2007     | 46 878 (#3)  | 3,14 %     | 0/84         |             | En la Coalición "Izquierda Unida - Los Verdes"                                                                                                   |
| 2011     | 69 872 (#3)  | 4,87 %     | 1/84         | 1           | |
| 2015     | 56 133 (#5)  | 4,25 %     | 1/84         | Sin cambios | Dentro de la coalición "IU+Equo: Convergencia por Castilla y León".                                                                              |
| 2019     | 31 580 (#6)  | 2,29 %     | 0/81         | 1           | Dentro de la coalición "Castilla y León en Marcha: Izquierda Unida-Anticapitalistas-Partido Castellano/Tierra Comunera–Alternativa Republicana". |
| 2022     | 61 290 (#4)  | 5,08 %     | 0/81         |             | Dentro de la coalición "Unidas Podemos por Castilla y León".                                                                                     |

### Elecciones generales
| Comicios          | # de votos   | % de votos | Diputados | Observaciones                            |
| ----------------- | ------------ | ---------- | --------- | ---------------------------------------- |
| 1986              | 36 953 (#4)  | 2,5 %      | 0/34      |                                          |
| 1989              | 98 699 (#4)  | 6,65 %     | 0/33      |                                          |
| 1993              | 125 417 (#3) | 7,7 %      | 0/33      |                                          |
| 1996              | 153 705 (#3) | 9,13 %     | 0/33      |                                          |
| 2000              | 69 835 (#3)  | 4,44 %     | 0/33      |                                          |
| 2004              | 47 693 (#3)  | 2,83 %     | 0/33      |                                          |
| 2008              | 41 964 (#3)  | 2,51 %     | 0/32      |                                          |
| 2011              | 85 814 (#4)  | 5,64 %     | 0/32      |                                          |
| 2015              | 68 816 (#5)  | 4,56 %     | 0/32      | Dentro de la coalición "Unidad Popular". |
| 2016              | 226 313 (#3) | 15,58 %    | 3/31      | Dentro de la coalición "Unidos Podemos". |
| Abril de 2019     | 158 535 (#5) | 10,42 %    | 0/31      | Dentro de la coalición "Unidas Podemos". |
| Noviembre de 2019 | 129 681 (#4) | 9,34 %     | 0/31      | Dentro de la coalición "Unidas Podemos". |
| 2023              | 100 737 (#4) | 7,04 %     | 0/31      | Dentro de la coalición "Sumar".          |